# روستسه (ورانگه)
روستسه (به صربی: Rusce) یک منطقهٔ مسکونی در صربستان است که در ناحیه پچینیا واقع شده‌است. روستسه ۷۳ نفر جمعیت دارد.